# پترو تی. میسیر
پترو تی. میسیر ( انگلیسی: Petru Th. Missir؛ ۸ اکتبر ۱۸۵۶ – ۱۰ ژانویهٔ ۱۹۲۹) وکیل، حقوق‌دان، سیاستمدار و منتقد ادبی ارمنی‌تبار اهل رومانی بود.

## زندگی‌نامه
وی در ۸ اکتبر ۱۸۵۶ در رومان به دنیا آمد و از کالج ملی یاش، دانشگاه وین و دانشگاه هومبولت برلین فارغ‌التحصیل گشت.  وی در ۱۰ ژانویهٔ ۱۹۲۹ در سن ۷۲ سالگی در  درگذشت.